# ألعاب الدول الصغيرة الأوروبية 2003
عقدت ألعاب الدول الصغيرة الأوروبية 2003 في جمهورية مالطا في الفترة من 2 يونيو إلى 7 يونيو.

## الرياضات
- ألعاب القوى.
- كرة السلة.
- الجودو.
- سباق اليخت.
- الرماية.
- الاسكواش
- السباحة.
- تنس الطاولة.
- التنس.
- كرة الطائرة.

## جدول الميداليات
الجدول التالي يوضح أسماء الدول وعدد الميداليات التي حصلت عليها كل دولة:
| الترتيب | منتخب      | ذهبية | فضية | برونزية | المجموع |
| ------- | ---------- | ----- | ---- | ------- | ------- |
| 1       | قبرص       | 34    | 20   | 27      | 81      |
| 2       | لوكسمبورغ  | 21    | 17   | 15      | 53      |
| 3       | أيسلندا    | 20    | 24   | 23      | 67      |
| 4       | مالطا      | 11    | 18   | 15      | 44      |
| 5       | موناكو     | 7     | 7    | 10      | 24      |
| 6       | سان مارينو | 6     | 10   | 9       | 25      |
| 7       | أندورا     | 4     | 6    | 8       | 18      |
| 8       | ليختنشتاين | 2     | 1    | 2       | 5       |